# Aducto

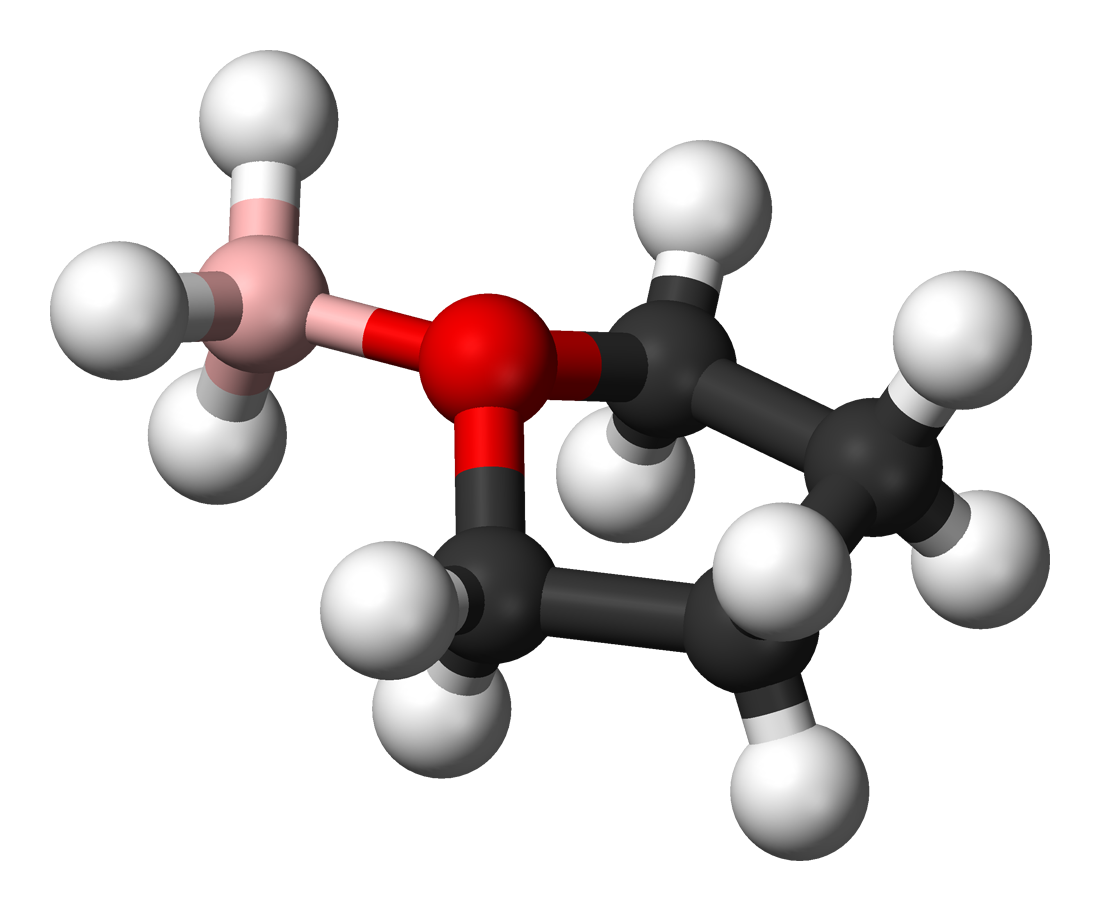
Modelo de bolas y varillas del aducto entre BH_{3} y THF.

En química un aducto es un producto Æ formado por la unión directa de dos moléculas A y B, sin que se produzcan cambios estructurales, en su topología, en las porciones A y B. También son posibles otras estequiometrías diferentes a la 1:1, por ejemplo 2:1 (A2B).
Los aductos a menudo se forman entre ácidos de Lewis y bases de Lewis. Dos ejemplos pueden ser el aducto BH3•THF, entre el borano (un ácido de Lewis) y el tetrahidrofurano (THF, una base de Lewis) y el BH3•OEt2, entre el borano y el dietil éter.
El término aducto proviene del latín adductus (llevar, citar), con la misma etimología que el verbo aducir. Los productos de una cicloadición como la reacción de Diels-Alder son, y a menudo así se denominan, aductos.